# ورزشگاه استمبو

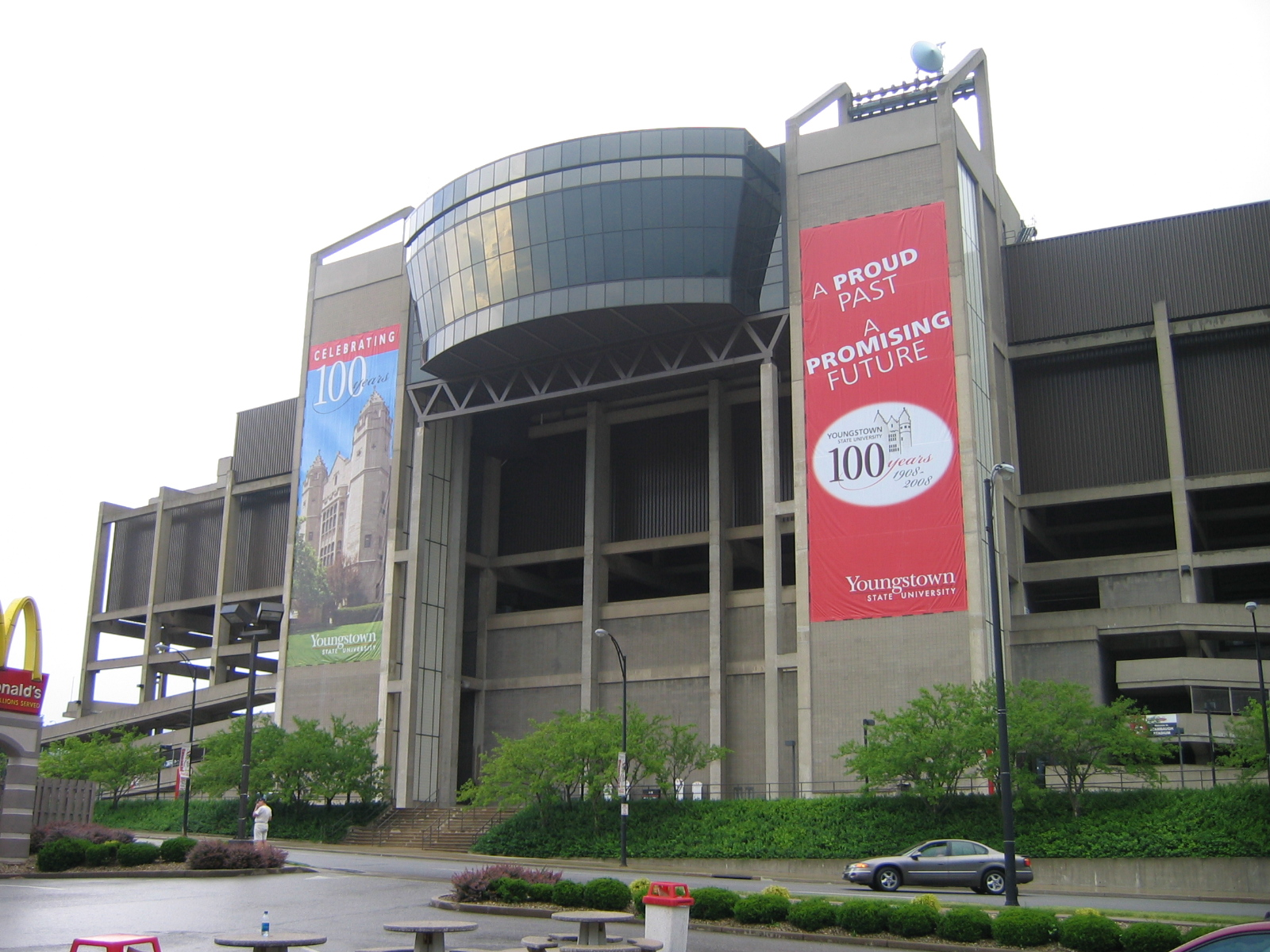

ورزشگاه استمباو (به انگلیسی: Stambaugh Stadium) با ظرفیت ۲۰٬۶۳۰ نفر در شهر یانگزتاون ایالت اوهایو واقع شده‌است.